# Stadio Mačva di calcio
Lo Stadio Mačva di calcio (in serbo Фудбалски Стадион Мачва?, Fudbalski Stadion Mačva), conosciuto anche Stadio Comunale di Šabac (in serbo Градски Стадион Шабац?, Gradski Stadion Šabac), è uno stadio da calcio che si trova a Šabac, in Serbia, ed ospita le partite del FK Mačva Šabac, squadra che milita in Prva Liga.

## Storia
Le tribune sud, ovest e nord furono costruite nella prima metà degli anni '90. Durante il 2012 venne demolita la tribuna nord, non più a norma di sicurezza, e parte della tribuna ovest. Seguì il completamento della tribuna est e nel 2014 furono installati i seggiolini sia sulla tribuna ovest che sulla tribuna sud. Dopo la promozione in Superliga nel 2017 venne demolita e ricostruita la tribuna ovest, così come gli spogliatoi. L'installazione dell'impianto di illuminazione artificiale fu terminato nel dicembre dello stesso anno.